# Facundo Píriz
Facundo Píriz (Tarariras, Departamento de Colonia, Uruguay, 27 de marzo de 1990) es un futbolista uruguayo que juega de centrocampista. Actualmente milita en Plaza Colonia de Deportes de la Primera División de Uruguay.

## Selección nacional
Ha sido internacional con la selección sub-20 de Uruguay en el Sudamericano sub-20 de 2009 en Venezuela.

### Participaciones
| Torneo                         | Selección      | Sede        | Año  | Puesto                 |
| ------------------------------ | -------------- | ----------- | ---- | ---------------------- |
| Campeonato Sudamericano Sub-20 | Uruguay sub-20 | Venezuela   | 2009 | Tercer puesto          |
| Juegos Panamericanos           | Uruguay sub-22 | Guadalajara | 2011 | Tercer puesto (bronce) |

## Clubes
| Club                   | País                | Año                 | PJ  | G | A | Promedio G |
| ---------------------- | ------------------- | ------------------- | --- | - | - | ---------- |
| Nacional               | Uruguay             | 2008 - 2013         | 74  | 2 | 2 | 0.03       |
| Terek Grozni           | Rusia               | 2013 - 2018         | 74  | 3 | 0 | 0.04       |
| Montpellier (préstamo) | Francia             | 2017 - 2018         | 20  | 0 | 0 | 0          |
| Montpellier            | Francia             | 2018 - 2019         | 8   | 0 | 0 | 0          |
| Rapid Bucarest         | Rumania             | 2019                | 6   | 0 | 0 | 0          |
| Plaza Colonia          | Uruguay             | 2020 - 2021         | 27  | 2 | 0 | 0.07       |
| Nacional               | Uruguay             | 2021                | 15  | 0 | 0 | 0          |
| Deportivo Maldonado    | Uruguay             | 2022 - 2023         | 0   | 0 | 0 | 0.00       |
| Plaza Colonia          | Uruguay             | 2024                | 8   | 0 | 0 | 0,00       |
| Total en su carrera    | Total en su carrera | Total en su carrera | 232 | 7 | 2 | 0.03       |

## Palmarés

### Títulos nacionales
| Título                      | Club     | País    | Año     |
| --------------------------- | -------- | ------- | ------- |
| Primera División de Uruguay | Nacional | Uruguay | 2008-09 |
| Primera División de Uruguay | Nacional | Uruguay | 2010-11 |
| Primera División de Uruguay | Nacional | Uruguay | 2011-12 |
| Supercopa Uruguaya          | Nacional | Uruguay | 2021    |